# Wuda frontalis
Wuda frontalis là một loài tò vò trong họ Ichneumonidae.